# Mizusawa-dera

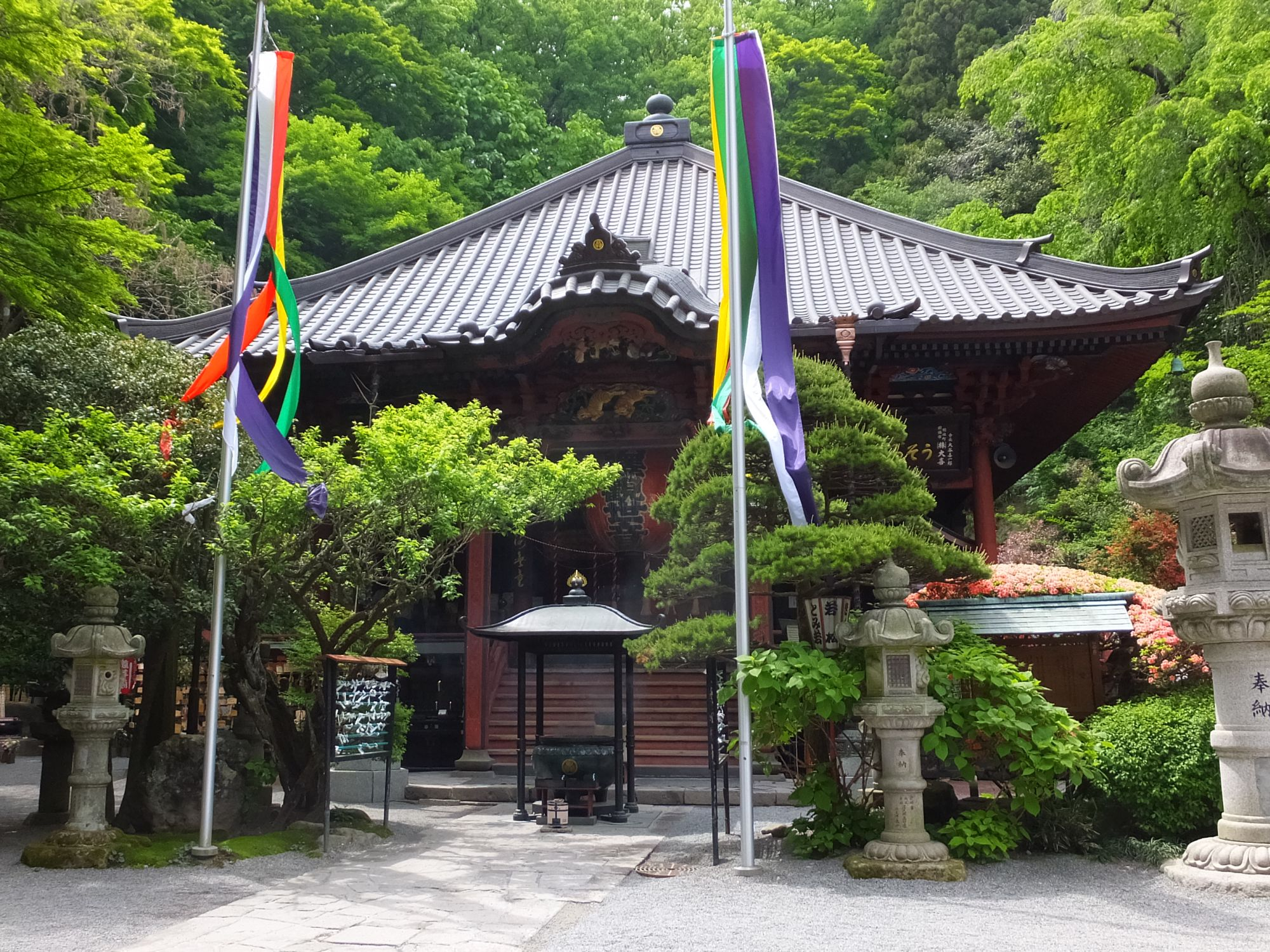
Haupthalle

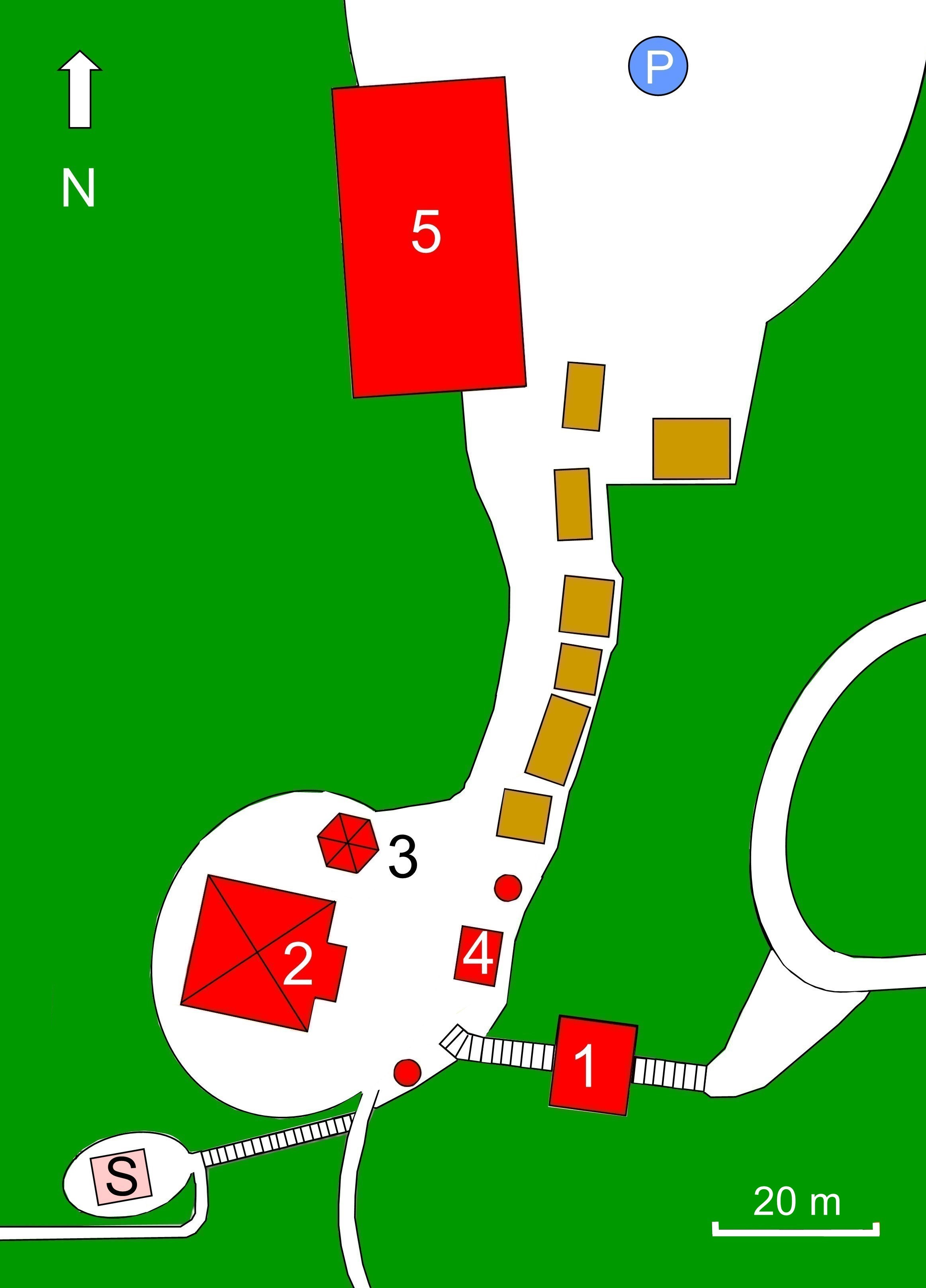
Plan des Tempels (s. Text)

Der Mizusawa-dera (japanisch 水澤寺), auch einfach Mizusawa Kannon (水澤観音) genannt, mit dem Bergnamen Gotoku-san (五徳山), ist ein Tempel der Tendai-Richtung des Buddhismus in Shibukawa (Präfektur Gunma), Japan. In der traditionellen Zählung ist er der 16. der 33 Tempel der Kantō-Region.

## Geschichte
Der Überlieferung nach wurde der Tempel auf Wunsch des Kaiserin Suiko von Oberpriester Ekan (慧灌) Anfang des 7. Jahrhunderts gegründet und später der Kaiserin Jitō gefördert.

## Die Anlage
Man steigt von der Straße eine Treppe hinauf zum Tempeltor (山門 Sammon; 1 im Plan), das hier als rot bemaltes, prächtiges Turm-Tor (楼門 Rōmon), also zweistöckig ausgeführt ist. Der Durchgang wird von den beiden Skulpturen der Tempelwächter (仁王 Ni-ō) rechts und links vom Durchgang bewacht. Oben angekommen hat man zur Rechten den Glockenturm (鐘楼 Shōrō; 4) und sieht voraus die Haupthalle (本堂 Hondō; 2), die ein Pyramidendach besitzt.
Rechts neben der Haupthalle steht die sechseckige Rokkaku-dō (六角堂; 3). Das Gebäude ist zweistöckig ausgeführt und enthält im Erdgeschoss einen drehbaren Sutren-Speicher (輪蔵 Rinzō). An den Wänden stehen Jizō-Figuren. Im oberen Geschoss wird ein Dainichi-Buddha (大日如来 Dainichi Nyorai) verehrt. Die in ihrer Art ungewöhnliche Rokkaku-dō ist als Kulturgut der Präfektur registriert.
Am Zugang von einem großen Parkplatz steht die moderne Versammlungshalle Shaka-dō (釈迦堂, benannt nach Shaka Nyorai; 5). Von dort geht man an Verkaufsbuden entlang, bis man zur Rokkaku-dō und zur Haupthalle kommt. Weiter westlich, über eine Treppe zu erreichen, steht der kleine Shinto-Schrein, in dem Iizuna Daigongen (飯縄大権現; S) verehrt wird.

## Bilder

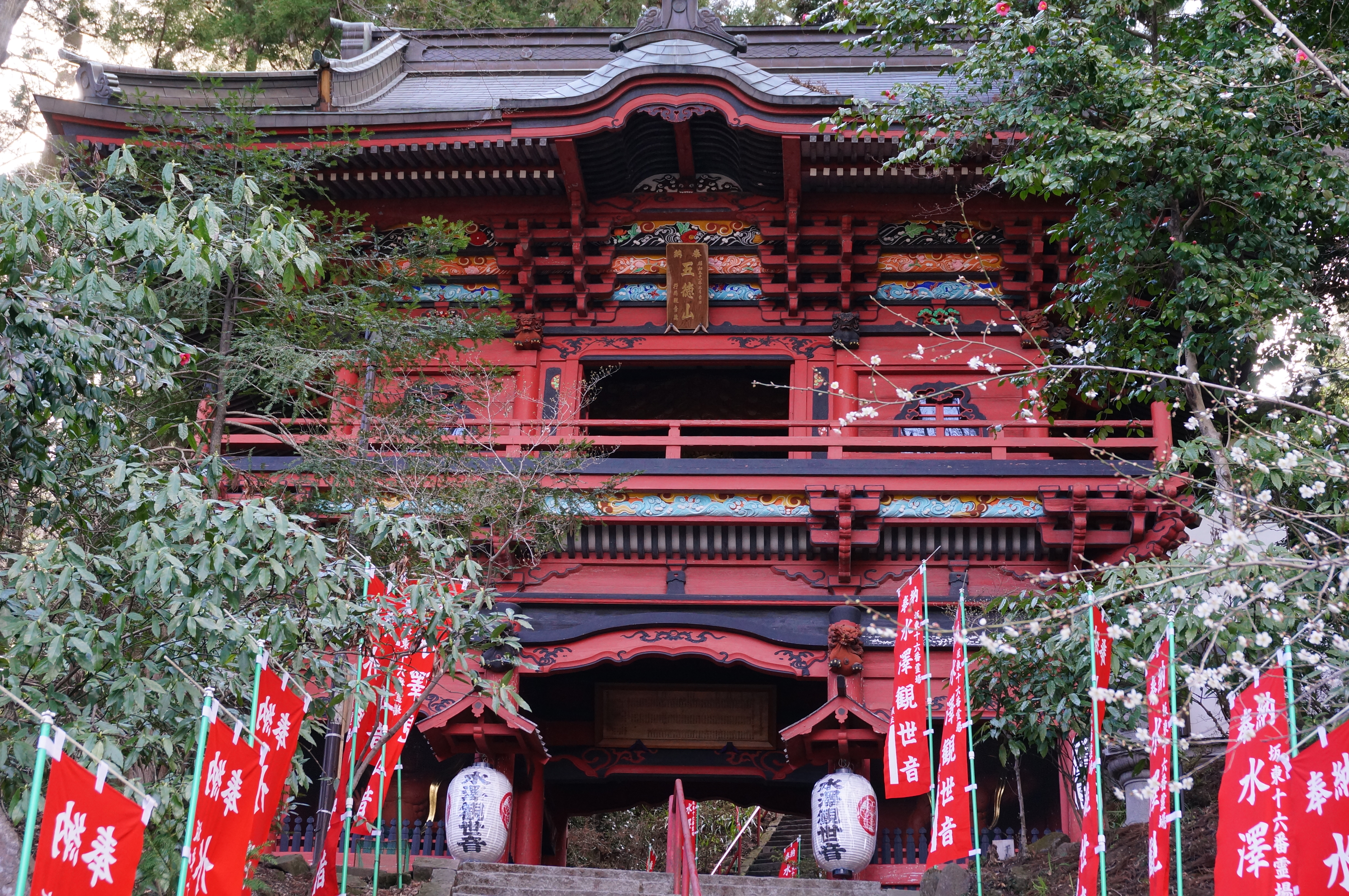
Niō-Tor
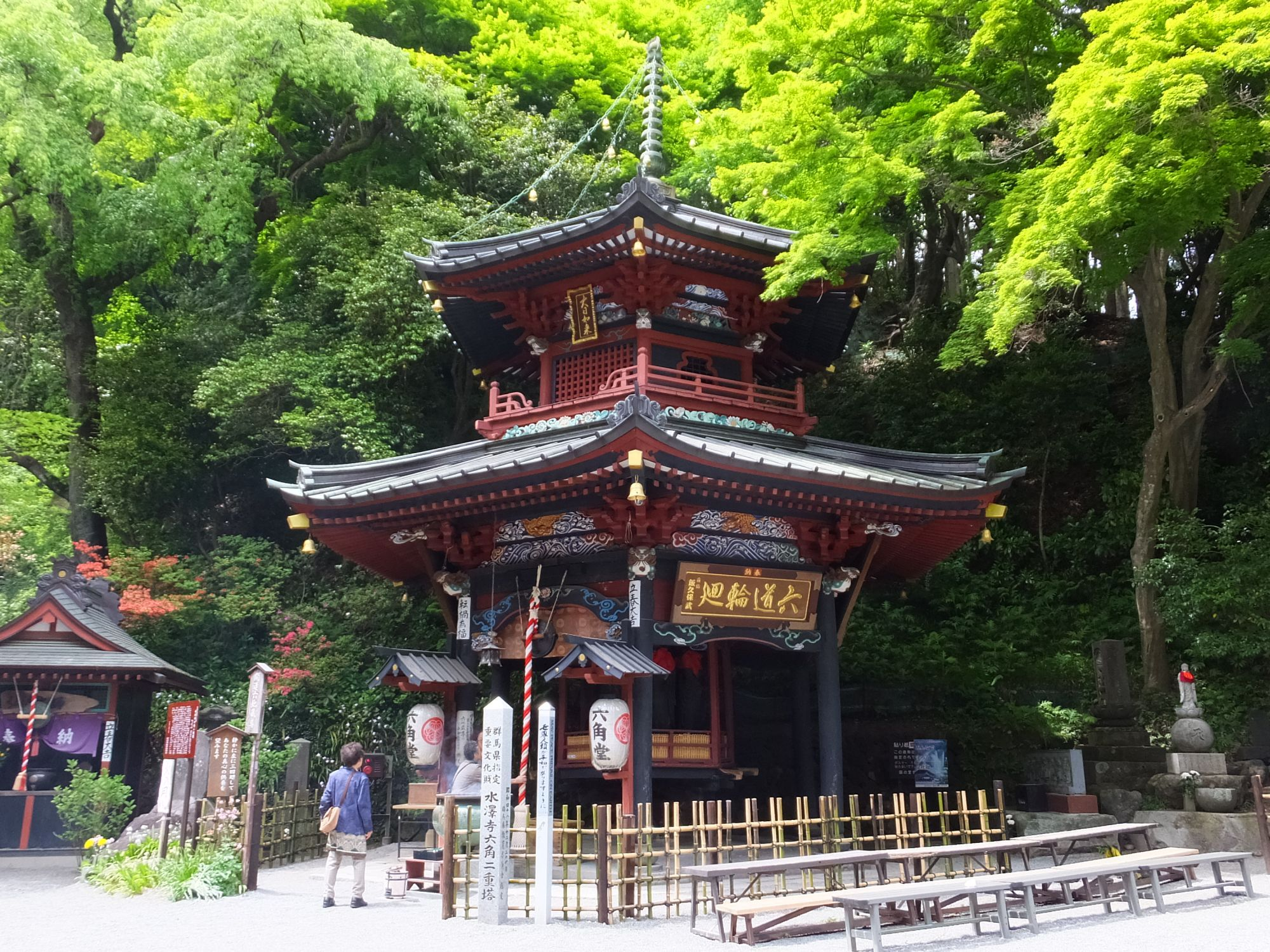
Rokkaku-dō
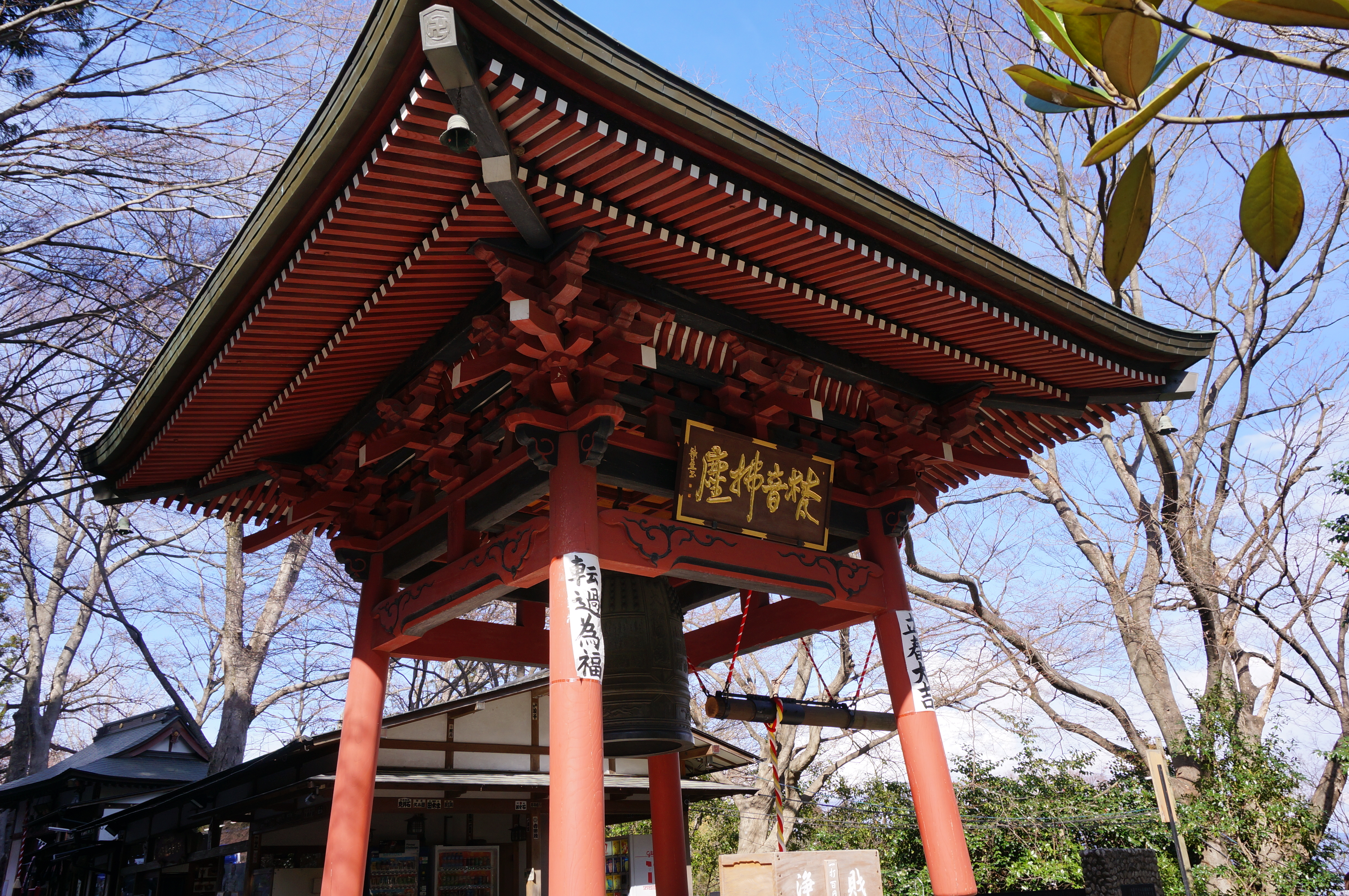
Glockenturm
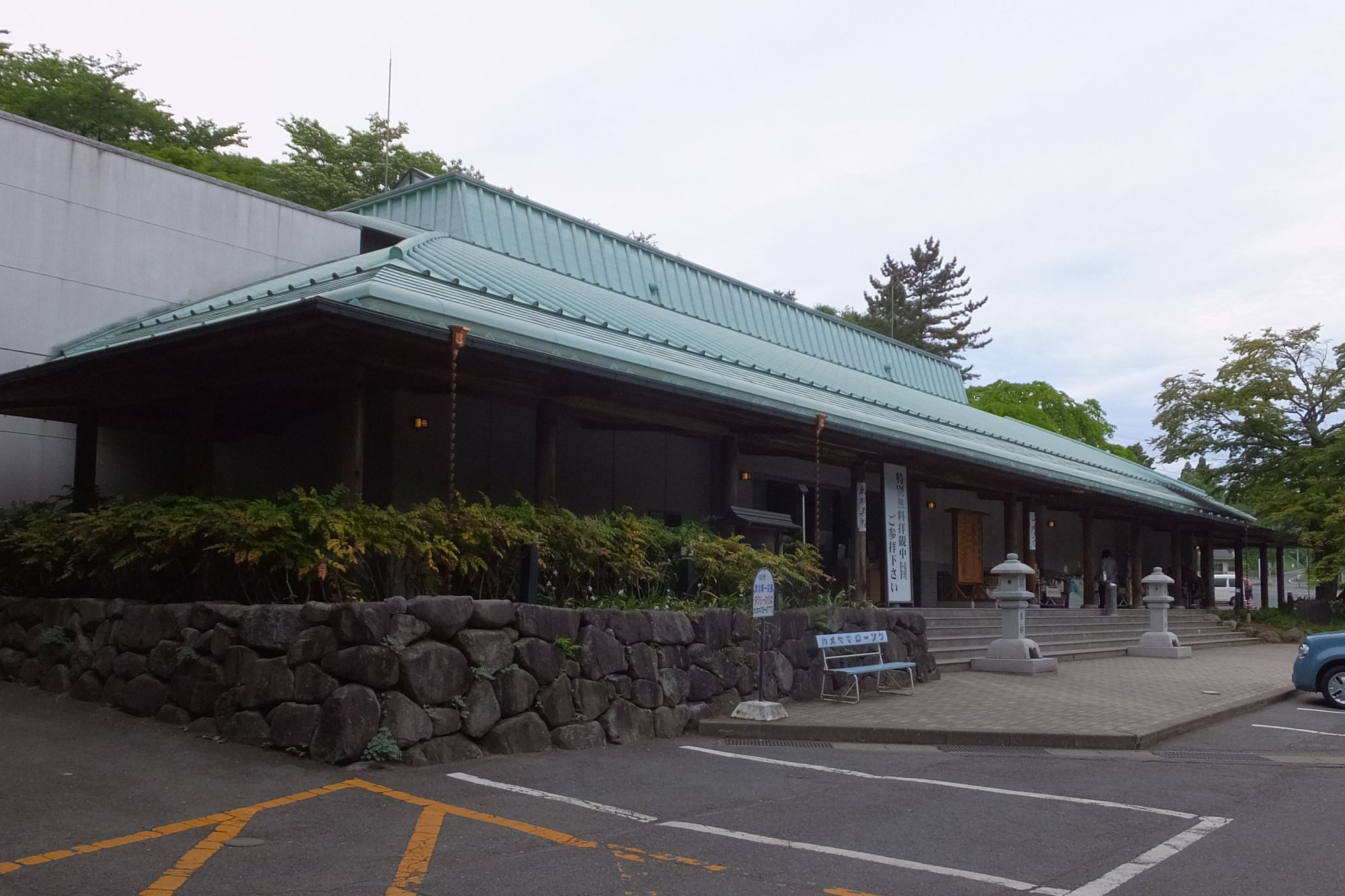
Shaka-Halle